# Nassandres
Nassandres és un municipi francès situat al departament de l'Eure i a la regió de Normandia. L'any 2007 tenia 1.389 habitants.

## Demografia

### Població
El 2007 la població de fet de Nassandres era de 1.389 persones. Hi havia 536 famílies de les quals 152 eren unipersonals (60 homes vivint sols i 92 dones vivint soles), 172 parelles sense fills, 184 parelles amb fills i 28 famílies monoparentals amb fills.
La població ha evolucionat segons el següent gràfic:
Habitants censats

### Habitatges
El 2007 hi havia 615 habitatges, 555 eren l'habitatge principal de la família, 27 eren segones residències i 33 estaven desocupats. 563 eren cases i 48 eren apartaments. Dels 555 habitatges principals, 352 estaven ocupats pels seus propietaris, 192 estaven llogats i ocupats pels llogaters i 10 estaven cedits a títol gratuït; 12 tenien una cambra, 38 en tenien dues, 71 en tenien tres, 187 en tenien quatre i 246 en tenien cinc o més. 432 habitatges disposaven pel capbaix d'una plaça de pàrquing. A 281 habitatges hi havia un automòbil i a 215 n'hi havia dos o més.

### Piràmide de població
La piràmide de població per edats i sexe el 2009 era:
| Homes | Edats   | Dones |
| ----- | ------- | ----- |
| 0     | 95 o +  | 12    |
| 4     | 90 a 94 | 12    |
| 4     | 85 a 89 | 28    |
| 8     | 80 a 84 | 24    |
| 24    | 75 a 79 | 28    |
| 28    | 70 a 74 | 36    |
| 36    | 65 a 69 | 48    |
| 52    | 60 a 64 | 40    |
| 36    | 55 a 59 | 20    |
| 52    | 50 a 54 | 64    |
| 64    | 45 a 49 | 48    |
| 44    | 40 a 44 | 40    |
| 48    | 35 a 39 | 44    |
| 24    | 30 a 34 | 52    |
| 80    | 25 a 29 | 36    |
| 16    | 20 a 24 | 20    |
| 36    | 15 a 19 | 40    |
| 48    | 10 a 14 | 60    |
| 48    | 5 a 9   | 40    |
| 24    | 0 a 4   | 12    |

## Economia
El 2007 la població en edat de treballar era de 805 persones, 599 eren actives i 206 eren inactives. De les 599 persones actives 529 estaven ocupades (283 homes i 246 dones) i 70 estaven aturades (39 homes i 31 dones). De les 206 persones inactives 78 estaven jubilades, 56 estaven estudiant i 72 estaven classificades com a «altres inactius».

### Ingressos
El 2009 a Nassandres hi havia 558 unitats fiscals que integraven 1.335,5 persones, la mediana anual d'ingressos fiscals per persona era de 17.838 €.

### Activitats econòmiques
Dels 72 establiments que hi havia el 2007, 1 era d'una empresa extractiva, 3 d'empreses alimentàries, 2 d'empreses de fabricació de material elèctric, 8 d'empreses de fabricació d'altres productes industrials, 10 d'empreses de construcció, 16 d'empreses de comerç i reparació d'automòbils, 4 d'empreses de transport, 10 d'empreses d'hostatgeria i restauració, 1 d'una empresa financera, 4 d'empreses immobiliàries, 6 d'empreses de serveis, 3 d'entitats de l'administració pública i 4 d'empreses classificades com a «altres activitats de serveis».
Dels 22 establiments de servei als particulars que hi havia el 2009, 1 era una oficina de correu, 3 tallers de reparació d'automòbils i de material agrícola, 1 autoescola, 3 paletes, 3 guixaires pintors, 1 fusteria, 1 electricista, 2 empreses de construcció, 2 perruqueries i 5 restaurants.
Dels 5 establiments comercials que hi havia el 2009, 1 era una botiga de més de 120 m², 3 fleques i 1 una botiga d'electrodomèstics.

## Equipaments sanitaris i escolars
L'únic equipament sanitari que hi havia el 2009 era una farmàcia.
El 2009 hi havia 1 escola maternal i 1 escola elemental.

## Poblacions més properes
El següent diagrama mostra les poblacions més properes.